# Station Gourland
Station Gourland is een spoorweghalte in de Franse gemeente Guingamp. Zij wordt bediend door treinen van het netwerk TER Bretagne op het traject Guingamp - Paimpol.